# Jugurtha Hamroun
Jugurtha Hamroun (arabsky يوغرطة حمرون‎; * 27. ledna 1989, Tizi-Ouzou, Alžírsko) je alžírský fotbalový záložník, který působí od roku 2015 v rumunském klubu FC Steaua București. Hraje na postu ofenzivního záložníka nebo na křídle.

## Klubová kariéra
- EA Guingamp (mládež)
- EA Guingamp 2008–2011
- PSFK Černomorec Burgas 2011–2012
- Karabükspor 2012–2014
- FC Oțelul Galați 2015
- FC Steaua București 2015–[2]

## Reprezentační kariéra
Hamroun nastupoval v alžírské reprezentaci do 23 let.